# Allium fimbriatum
Allium fimbriatum es una especie de planta bulbosa del género Allium, perteneciente a la familia de las amarilidáceas, del orden de las Asparagales. Es originaria de América del Norte.

## Descripción
Allium fimbriatum es nativa de California y Baja California. La cebolla crece de un bulbo de color marrón rojizo de uno a dos centímetros de ancho y envía una raíz desnuda de color marrón o verde. Encima del tallo se encuentra una inflorescencia con hasta 75 flores, cada una de poco menos de un centímetro de ancho. Las flores son de color variable, desde rosa a púrpura y a menudo con áreas blancas. Los pétalos son también variables en forma, desde estrechas y puntiagudas a en forma de pala. Hay varias variedades distintas de la especie.

## Taxonomía
Allium fimbriatum fue descrita por  Sereno Watson y publicado en Proceedings of the American Academy of Arts and Sciences 14: 232, en el año 1879.
Etimología
Allium: nombre genérico muy antiguo. Las plantas de este género eran conocidos tanto por los romanos como por los griegos. Sin embargo, parece que el término tiene un origen celta y significa "quemar", en referencia al fuerte olor acre de la planta. Uno de los primeros en utilizar este nombre para fines botánicos fue el naturalista francés Joseph Pitton de Tournefort (1656-1708).
fimbriatum: epíteto latino que significa "con flecos".
Variedades aceptadas
- Allium fimbriatum var. denticulatum Ownbey & Aase
- Allium fimbriatum var. fimbriatum
- Allium fimbriatum var. mohavense Jeps.
- Allium fimbriatum var. purdyi (Eastw.) Ownbey ex McNeal[7]